# Culex brevipalpus
Culex brevipalpus är en tvåvingeart som först beskrevs av Theobald 1905.  Culex brevipalpus ingår i släktet Culex och familjen stickmyggor.
Artens utbredningsområde är Singapore. Inga underarter finns listade i Catalogue of Life.